# Skwer Jana Suwarta w Poznaniu
Skwer Jana Suwarta – skwer zlokalizowany w obrębie ulic Grobla, Za Groblą i Ewangelickiej na obszarze Osiedla Stare Miasto w Poznaniu.
Upamiętnia Jana Suwarta, uczestnika Poznańskiego Czerwca 1956 i oskarżonego w pokazowym, tzw. "procesie dziewięciu". Nazwę nadano uchwałą podjętą na sesji Rady Miasta Poznania w dniu 22 listopada 2016.

## Starania o upamiętnienie
Społeczny, obywatelski wniosek w sprawie upamiętnienia Jana Suwarta w przestrzeni publicznej Poznania już w 2010 złożyli państwo Maria i Tomasz Zakrzewscy. Zabiegi o jego realizację czynił także syn Jana Suwarta, Adam Suwart.

## Koncepcja zieleni
Latem 2010 powstała koncepcja zagospodarowania, wtedy jeszcze, zieleńca im. Jana Suwarta nawiązująca do artystycznej wizji czterech żywiołów: ziemi, powietrza, wody i ognia. Zgodnie z tą koncepcją głazy i kamienisty brzeg symbolicznej rzeki to elementy "ziemi", wijąca się rabata, szaroniebieski kolor traw oraz rośliny cebulowe o niebieskich liściach są nawiązaniem do "wody", trawy poruszane wiatrem symbolizują "powietrze". Koncepcję uzupełnia czerwono-bursztynowa iluminacja bram grabowych, która ma symbolizować "ogień". Autorami projektu są Magdalena Szymankiewicz i Jarosław Surma. Projekt oraz część budowy skweru sfinansowała Fundacja Międzynarodowego Festiwalu Malta za pieniądze uzyskane ze sprzedaży biletów na koncert zespołu Radiohead "Poznań dla ziemi', który odbył się w 2009.

## Uroczyste otwarcie
Uroczystość otwarcia odbyła się 27 czerwca 2017. Był to jeden z elementów obchodów 61. rocznicy Poznańskiego Czerwca 1956 roku. Organizatorami uroczystości byli: Prezydent Miasta Poznania, Komitet Organizacyjny Obchodów Rocznic Powstania Poznańskiego Czerwca’56, Urząd Miasta Poznania. Współorganizatorami: Stowarzyszenie Skwer Jana Suwarta, Areszt Śledczy w Poznaniu i Oddział Zewnętrzny w Poznaniu, Aresztu Śledczego w Poznaniu. W uroczystości wzięli udział, między innymi: Prezydent Miasta Poznania Jacek Jaśkowiak, Przewodniczący Rady Miasta Poznania Grzegorz Ganowicz, prof. dr hab. Jan Sandorski – przyjaciel Jana Suwarta, wieloletni pracownik naukowy Katedry Prawa Międzynarodowego i Organizacji Międzynarodowych UAM, badacz Czerwca 1956, Naczelnik Oddziałowego Biura Badań Historycznych IPN w Poznaniu dr hab. Konrad Białecki, Przewodniczący Wojewódzkiej Rady Kombatantów i Osób Represjonowanych Zenon Wechmann, Aleksandra Banasiak – kombatantka Czerwca'56, pielęgniarka, uczestniczka wydarzeń Poznańskiego Czerwca, delegacja wielkopolskiej Służby Więziennej z Dyrektorem Aresztu Śledczego w Poznaniu płk. Jackiem Wiśniewskim, przedstawicielki Teatru Ósmego Dnia – Małgorzata Grupińska-Bis i Ewa Wójciak, syn patrona Adam Suwart.